# アリー・レザー・パフラヴィー
アリー・レザー・パフラヴィー（ペルシア語: علی‌رضا پهلوی; 1966年4月28日 - 2011年1月4日）は、イランのパフラヴィー朝の最後のシャー（皇帝）、モハンマド・レザー・パフラヴィーの次男。

## 来歴
テヘラン出身。イラン革命勃発後、1982年に16歳で母と2人の妹と共にカイロからアメリカ合衆国へ亡命。1988年にプリンストン大学で音楽の学士号を取ったのち、1992年にコロンビア大学で中東文化の修士号を取得後、ハーバード大学博士課程で古代イランを研究していた。
2011年1月4日未明、アメリカ合衆国・マサチューセッツ州ボストンの自宅で自殺しているのが発見された。享年44。拳銃による自殺とみられている。妹レイラも2001年に自殺しており、長年ふさぎこんでいたという。遺灰はカスピ海に散骨された。